# Sankt Radegund bei Graz
Sankt Radegund bei Graz là một đô thị thuộc huyện Graz-Umgebung bang Steiermark, nước Áo. Đô thị Sankt Radegund bei Graz có diện tích 21,6 km², dân số thời điểm cuối năm 2008 là 2056 người.